# Checoslováquia nos Jogos Olímpicos de Inverno de 1928
A Checoslováquia competiu nos Jogos Olímpicos de Inverno de 1928, realizados em St. Moritz, Suíça.